# Yasuhiro Nakasone
Yasuhiro Nakasone (født 27. maj 1918, død 29. november 2019) var en premierminister i Japan.
Han var kendetegnet ved at foretage privatiseringer af en række statsejede virksomheder og for at bidrage til at skabe ny dynamik i japansk nationalisme under og efter sin regeringstid.
I sin regeringsperiode arbejdede han på at forbedre forholdet til både Sovjetunionen, Kina og USA. Hans venskab med den amerikanske præsident Ronald Reagan var med til at styrke forholdet mellem de to lande.